# Strike the Blood
Strike the Blood (ストライク・ザ・ブラッド?), es una serie de novelas ligeras escrita por Gakuto Mikumo (creador de otros exitosos como Asura Cryin' o Dantalian no Shoka) e ilustrado por Manyako. Las novelas son publicadas por la editorial ASCII Media Works desde mayo de 2011, habiéndose publicado hasta 2017 un total de 15 volúmenes. Strike the Blood también ha sido adaptado al manga por  la revista Shonen Ace. Además posee una adaptación a anime producida por el estudio Silver Link, bajo la dirección de Hideyo Yamamoto, la cual fue estrenada el 4 de octubre de 2013, con un total de 24 capítulos. Fue Transmitida por las cadenas AT-X, Tokyo MX, MBS, CBC y Nippon BS Broadcasting (BS11). Posteriormente, en el 2015 se produjo "Strike the Blood: El Reino de la Valkyria" dos OVAs con una historia original, la primera se estrenó el 25 de noviembre y la segunda se estrenó el 23 de diciembre. Una segunda temporada, también en formato de OVAs se estrenó el 22 de noviembre de 2016 y culminó el 24 de mayo de 2017, con un total de 8 capítulos. Una tercera serie titulada Strike the Blood III se lanzó desde diciembre de 2018 hasta septiembre de 2019, con un total de 10 capítulos. Posteriormente, en el 2020 se produjo otro OVA, "Strike the Blood: Kieta Seisō-hen (¿Quién movió mi lanza?)". Una cuarta serie titulada Strike the Blood IV se lanzó desde abril de 2020 hasta junio de 2021, con un total de 12 capítulos. Una quinta y última temporada titulada Strike the Blood Final comenzó entre marzo de 2022 y julio de 2022, con un total de 4 capítulos.

## Argumento
En una isla al sur de Japón se encuentra el Santuario Demoníaco, conocido como la Isla Itogami. En dicho lugar se cuentan rumores de la existencia del vampiro más fuerte del mundo, el Cuarto Progenitor, quien controla a los doce kenjuu de la calamidad. Al ser considerado una amenaza para el mundo la Organización Rey León envía a Yukina Himeragi, una maga de ataque y aprendiz de “Sword Shaman” para cumplir con la tarea de observar y eliminar a Kojou Akatsuki, un joven estudiante de preparatoria quien es indicado como el Cuarto Progenitor.

## Personajes

### Personajes Principales
Kojō Akatsuki (暁 古城 Akatsuki Kojō?)
Voz por: Yoshimasa Hosoya, Mutsumi Tamura (niño)
Kojou era un estudiante normal de instituto hasta su encuentro con Avrora, la anterior “Kaleid Blood”, quien le transfiere sus habilidades como vampiro. Este hecho quedaría sellado en lo más profundo de su mente, impidiéndole recordar con claridad dicho suceso. Cuando comienza la historia ya han transcurrido tres meses. Kojou tiene que lidiar con dos cosas: su nueva vida como el vampiro más poderoso, el Cuarto Progenitor o también llamado “Kaleid Blood” y de la idea que Yukina haya venido para matarlo si se vuelve alguien peligroso. Pese a ser un vampiro él nunca ha bebido la sangre de los humanos y la única forma que tiene de aplacar la sed de sangre es consumiendo la suya propia a través de hemorragias nasales que tiene cada vez que se excita al estar muy cerca de una chica (debido a la lujuria que despierta en todo vampiro) y ganándose por eso duros calificativos de Yukina en el proceso. Por esta razón él no es capaz de controlar a sus familiares, los doce kenjuus de la calamidad, ya que estos aún no lo aceptan como su maestro. La primera persona de quien bebe su sangre es Yukina a solicitud de ella para que pueda controlar a uno de sus kenjuu y detener los planes de Rudolph.
Yukina Himeragi (姫柊 雪菜 Himeragi Yukina?)
Voz por: Risa Taneda
De muy pequeña fue dejada por sus padres en los Bosques de los Altos Dioses, un lugar subordinado a la Organización Rey León, donde fue entrenada en el arte del combate y la magia, y llegando a obtener el título de “Sword Shaman”. Fue enviada a la misma escuela a la que asiste Kojou como estudiante de secundaria con el fin de observar y, de darse el caso, eliminar al Cuarto Progenitor. De carácter fuerte, aunque a veces peca de ingenua. Ella cumple a cabalidad con su misión manteniéndose al pendiente de Kojou siguiéndolo a todos lados y hora que le sean posibles, lo que para Koujou es una molestia. Lleva un arma tipo lanza llamada Schneewalzer (Sekkarou) con la que es capaz de derrotar a un kenjuu y que esconde dentro de una funda de guitarra. Tras el ataque de Rudolph ella misma le pide a Kojou que beba de su sangre para que así pueda tener el control de uno de sus kenjuu y tener así una oportunidad de detenerlo. Al terminar el primer arco, debido a la cercanía que va adquiriendo con Koujou se enamora de este. Aunque ella lo desconoce, la Organización Rey León la envió para convertirse en la compañera de sangre del Cuarto Progenitor.
Asagi Aiba (藍羽 浅葱 Aiba Asagi?)
Voz por: Asami Setō
Asagi, conocida como la ciber-emperatriz, es una amiga y compañera de clase de Kojo. Es una programadora experta y trabaja para la Corporación de Gestión Artificial de la isla. Está enamorada de Kojo.
Motoki Yaze (矢瀬 基樹 Yaze Motoki?)
Voz por: Ryōta Ōsaka
Compañero de clase de Kojō y Asagi. Motoki también es miembro de la organización Rey León. Él es el verdadero observador de Kojo, el Cuarto Progenitor. También es amigo de la infancia de Asagi y por lo tanto a menudo la anima a por sus intentos amorosos hacia Kojo. Actualmente está yendo tras Koyomi Shizuka y ha dicho a Kojo y Asagi que ella es su novia, a pesar de nunca haberle sostenido ni siquiera la mano de acuerdo a Natsuki. Él es un Esper que tienen la capacidad de manipular las ondas de sonido especiales, pero necesita ciertos medicamentos o potenciadores para fortalecer su capacidad.
Nagisa Akatsuki (暁 凪沙 Akatsuki Nagisa?)
Voz por: Rina Hidaka
Nagisa es la hermana menor de Kojo. Ella suele ser habladora con la gente que le gusta, incluso Yukina, quien resulta ser su compañera de clase.

### Academia Saikai
Natsuki Minamiya (南宮 那月 Minamiya Natsuki?)
Voz por: Hisako Kanemoto
Natsuki es la profesora de Inglés de Kojo y una maga de ataque. A pesar de que dice tener 26 años de edad, ella tiene la apariencia de una niña de la escuela primaria. Por lo general es vista con un vestido negro de apariencia gótica. Ella es una de las pocas personas que sabe que Kojo es el Cuarto Progenitor. Ella es maga de alta clasificación y conocida como "La bruja del vacío". Kojo suele llamarla "Natsuki-chan", pero que por lo general lo golpea, ordenando que la llame "Natsuki sensei".
Rin Tsukishima (築島 倫 Tsukishima Rin?)
Voz por: Rei Mochizuki
Compañera de clases de Kojo, Motoki y amiga de Asagi.

### Organización Rey León
Sayaka Kirasaka (煌坂 紗矢華 Kirasaka Sayaka?)
Voz por: Ikumi Hayama
Sayaka era la compañera de cuarto de Yukina durante su estancia en la organización del Rey León. Es muy cercana a esta última y se pone celosa constantemente de Kojō debido a su cercanía con Yukina. Tiene un cierto temor a ser tocada por un hombre, miedo que se va tras conocer mejor a Kojō, luego de que este bebiera su sangre. Es una bailarina de guerra y se especializa en asesinatos y encantamientos. Está enamorada de Kojō.
Koyomi Shizuka (閑 古詠 Shizuka Koyomi?) / Paper Noise (静寂破り（ペーパーノイズ） Pēpānoizu?)
Voz por: Kana Ueda
La tercera líder de la organización Rey León, quien ordenó la misión de Yukina. Ella aparece como una estudiante de Instituto que lleva gafas.

### Otros
Rudolf Eustach (ルードルフ・オイスタッハ Rūdorufu Oisutahha?)
Voz por: Kenta Miyake
Llamado también el Diácono de combate de Lotharingia, llega a la isla en compañía de Astarte buscando un artefacto sagrado.
Astarte (アスタルテ Asutarute?)
Voz por: Yūka Iguchi
Ella es un homúnculo capaz de controlar un familiar, estaba al servicio del Diácono de Lotharingia. Después de la derrota de este a manos de Kojo, se convierte en la asistente de Natsuki.
Mogwai (モグワイ Moguwai?)
Voz por: Shinji Kawada
Compañero virtual de Asagi que la ayuda en sus misiones de hacking.
Avrora Florestina (アヴローラ・フロレスティーナ Avurōra Furoresutīna?)
Voz por: Kaori Ishihara
La anterior Cuarta Progenitor Kaleid Blood, una joven que pasaba su título a Kojo después de su muerte.
Dimitrie Vatler (ディミトリエ・ヴァトラー Dimitorie Vuatorā?)
Voz por: Yūki Ono
Un vampiro de sangre pura que es un descendiente directo del Primer Progenitor. Él está enamorado de la anterior Cuarta Progenitor, Avrora y se interesa por Kojo después de su muerte. Se convierte en el embajador de la Embajada de Dominión del señor de la guerra después del incidente con Nalakuvera.
La Folia Rihavein (ラ・フォリア・リハヴァイン Ra Foria Rihavuain?)
Voz por: Saori Ōnishi
La princesa de Aldegyr. Ella es la princesa del Reino De Aldegyr, llega a Japón con la intención de ayudar a Kanon Kanase, quien resulta ser su Tía; después de su llegada, La Folia se ve obligada a quedarse escondida en una isla desabitada y es ahí donde conoce a Kojo y a Yukina quienes habían sido llevados a esa isla para que no interfirieran con los planes del científico y padre adoptivo de Kanon Kanase; con la intención de ayudar a Kojo para rescatar a Kanon, La Folia le ofrece su sangre para poder liberar a un nuevo familiar y así poder salir adelante en la pelea por Kanon. Al final del arco, La Folia Rihavein se enamora de Kojo con el cual quiere tener un hijo para que sea su descendencia al trono de Aldegyr.
Reina: Reina es la hija de Kojou y Yukina, mitad vampiro mitad humana, que viajó 20 años hacia el pasado persiguiendo a una bestia mágica y entregar una nueva arma mágica a su madre.

## Media

### Anime
La serie de novelas ligeras fue adaptada al anime y consta de 24 episodios, siendo producidos por el estudio Silver Link, salió al aire el 4 de octubre de 2013 por la cadena AT-X. La serie está dirigida por Hideyo Yamamoto con el guion de Hiroyuki Yoshino y el diseño de los personajes por Keiichi Sano. La primera temporada adapta los volúmenes 1-6 de la serie original de novelas ligeras.
Opening
- Strike the Blood (ストライク・ザ・ブラッド?) - Desde el episodio 1 hasta el episodio 13.

Interpretado por: kishida kyoudan & The Akeboshi Rockets
- - Fight 4 Real - Desde el episodio 14 hasta el episodio 24.

Interpretado por: ALTIMA
Blood on the Edge, Strike the Blood
interpretada de nuevo por Kishida Kyoudan & the Akeboshi Rockets.

Ending
- Strike my Soul - Desde el episodio 1 hasta el episodio 13.

Interpretado por: Yuka Iguchi
- Signal - Desde el episodio 14 hasta el episodio 24.

Interpretado por: Kanon Wakeshima

El 15 de marzo de 2015, el editor Dengeki Bunko anunció que un OVA de dos partes basado en una historia original del creador Gakuto Mikumo se lanzaría a finales de año. El 14 de agosto de 2015, se anunciaron más detalles para Strike the Blood: El Reino de la Valkyria, que se lanzaría en DVD / BD el 25 de noviembre y el 23 de diciembre de ese año. El tema de apertura es "Little Charm Fang" (「リトルチャームファング」) de Iguchi y el tema de cierre es "Kimi wa Soleil" (「君はソレイユ」) de Wakeshima.
En noviembre de 2016 se estrenó su segunda temporada en formato OVA, Strike the Blood Second, teniendo un total de 8 capítulos. La secuela adaptó los volúmenes 9, 11 y 12 de las novelas ligeras.
Este mismo 2018 se anunció su tercera temporada, siguiendo el formato OVA, con el título de Strike the Blood Third. Se planea adaptar hasta el volumen 17.
Strike the Blood: Kieta Seisō-hen (¿Quién movió mi lanza?), Fue anunciado el 6 de octubre de 2019, junto con la cuarta temporada de la serie. El OVA de 1 episodio se lanzó el 29 de enero de 2020. El tema de apertura es "Akatsuki no Kaleido Blood" de Kishida Kyoudan & The Akeboshi Rockets, mientras que el tema de cierre es "Dear My Hero" de Risa Taneda.
Una cuarta serie de OVA, proyectada en 12 episodios, debutó el 8 de abril de 2020 y concluyó el 30 de junio de 2021. Kishida Kyōdan & The Akeboshi Rockets interpretan el tema de apertura, mientras que Taneda interpreta el tema de cierre. El personal de la tercera serie de OVA regresó para repetir sus papeles. 
Después de la conclusión de Strike the Blood IV, se ha anunciado una quinta y última serie de OVA de 4 episodios titulada Strike the Blood Final. Se lanzará en 2 volúmenes blu-ray y DVD de 2 episodios; el primero el 30 de marzo de 2022 y el segundo el 29 de julio de 2022, tras retrasarse un mes desde el 29 de junio. El tema de cierre es "Engagement ~Yakusoku~" de Risa Taneda.